# Wallfahrtskirche Maria Kirchental

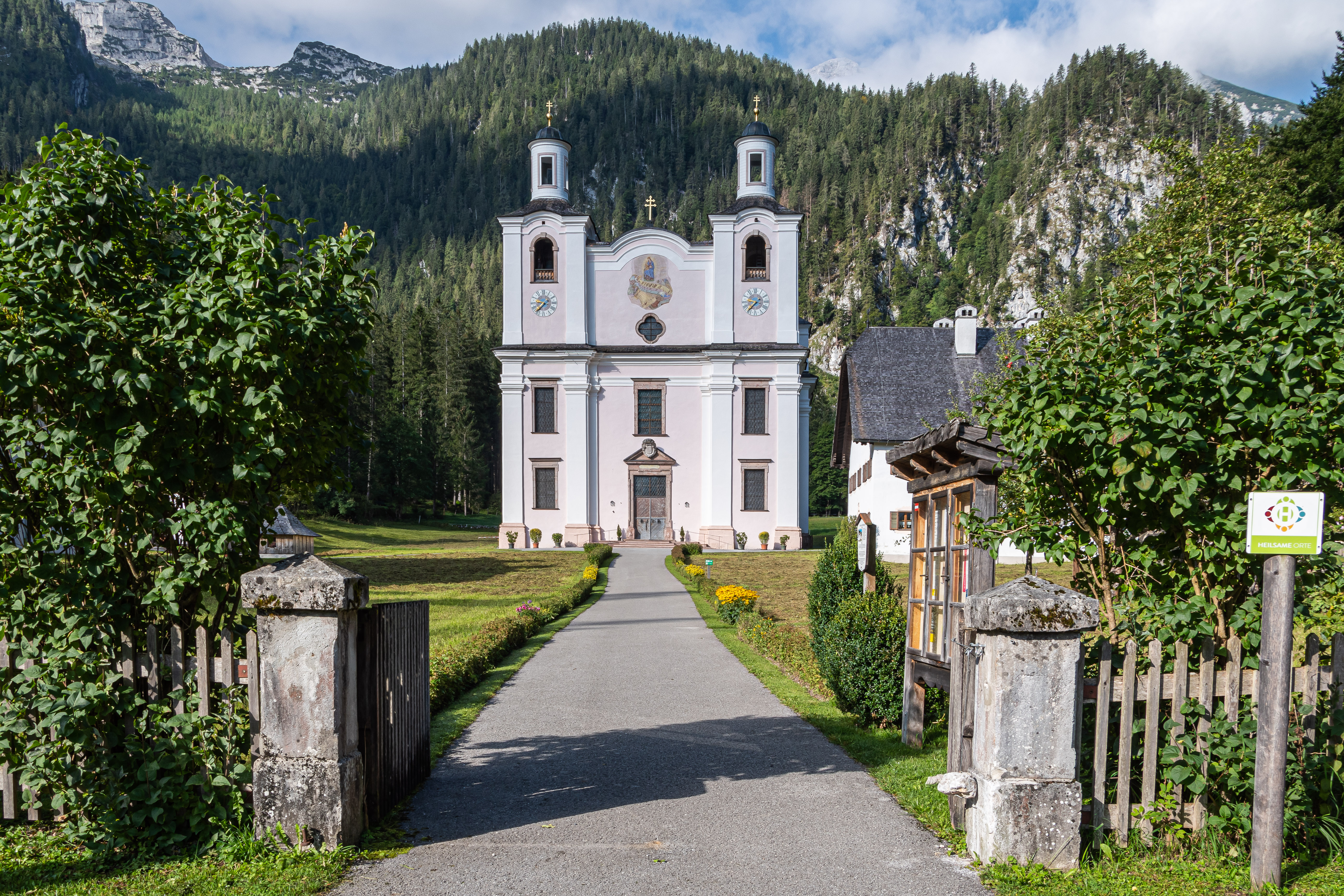
Maria Kirchenthal, Bundesland Salzburg

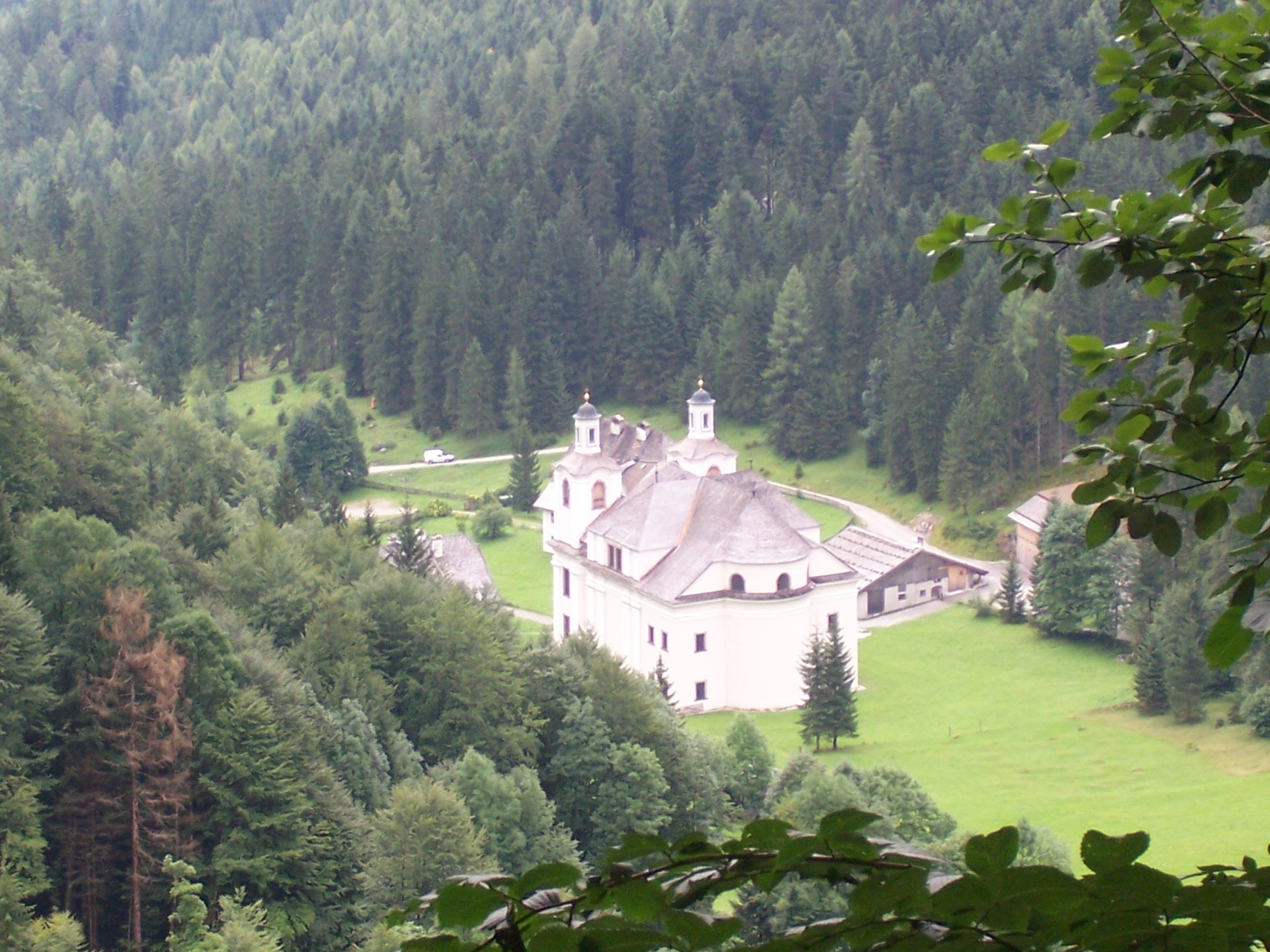
Maria Kirchental, 2005

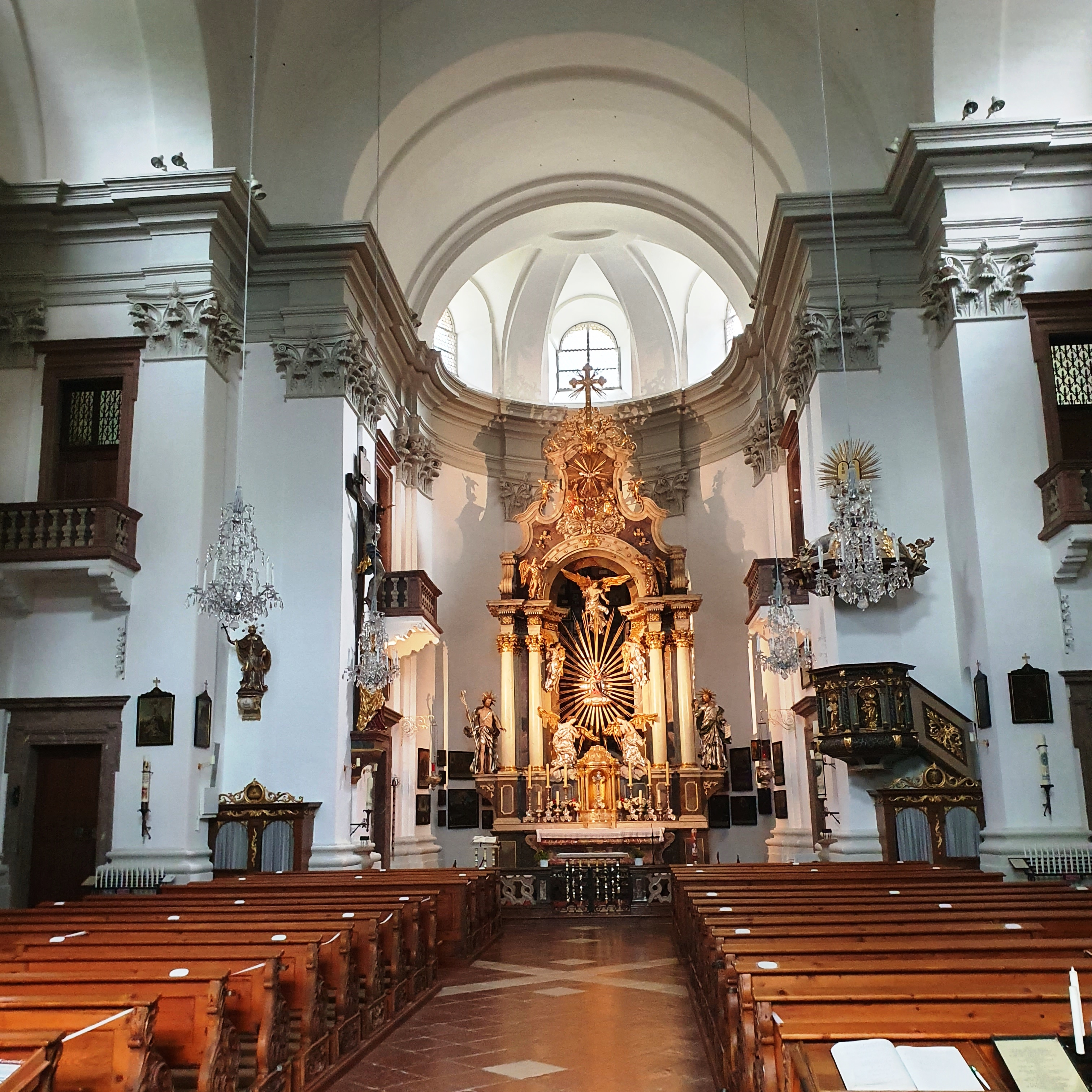
Langhaus

Die römisch-katholische Wallfahrtskirche Maria Kirchental steht im Kirchweiler Kirchental in der Gemeinde Sankt Martin bei Lofer, Bezirk Zell am See, Land Salzburg. Sie liegt auf 872 m ü. A. in einem Tal, das in die Loferer Steinberge führt. Die U.L.F. Mariä Geburt geweihte Wallfahrtskirche gehört zum Dekanat Saalfelden in der Erzdiözese Salzburg, ihr Patrozinium fällt auf den 9. September. Die Kirche steht unter Denkmalschutz (Listeneintrag).

## Geschichte
Die Kirche wurde 1701 geweiht. Sie ist mit einem Kuratbenefizium ausgestattet.

## Kirche
Die Kirche entwarf der Grazer Architekt Johann Bernhard Fischer, der 1696 geadelt wurde und sich dann „von Erlach“ nennen durfte. Vermutlich lieferte er die Pläne um 1693, die Bauarbeiten begannen 1694 und dauerten bis 1701, die Ausgestaltung der Kirche währte aber noch bis zum Jahre 1708. Aber schon im November 1698 waren alle Gewölbe fertig, auch innen und außen verputzt, stuckiert und geweißt worden, weshalb 1699 der erste Gottesdienst mit Musik zelebriert werden konnte (s. u.), am 8. September 1701 wurde sie dann vom Seckauer Fürstbischof Rudolf Josef von Thun und Hohenstein (1652–1707) konsekriert. Der Bau beeindruckt von außen durch die doppeltürmige zweigeschoßige Ostfassade und erinnert im Innern durch die Weite des Raumes an die Salzburger Kollegienkirche.
Maria Kirchental besitzt die bedeutendste Sammlung an Votivgaben in Österreich, die in einer Schaustellung in Altarnähe präsentiert wird.
Der abgelegene Ort ist Ziel für Wallfahrer, aber auch für Wanderer und Bergsteiger, die Maria Kirchental als Ausgangspunkt für Touren in den angrenzenden Steinbergen nutzen. Neben Maria Plain zählt Maria Kirchental zu den beliebtesten Wallfahrtsorten im Salzburgerland. Er beeindruckt durch die Einheit von Natur und Kultur, Geschichte und Gegenwart. Seit der Fertigstellung der Kirche pilgern Salzburger, Tiroler, Oberösterreicher und Bayern zu diesem annähernd 900 m hoch gelegenen Gnadenort zu Füßen der Loferer Steinberge. Alterzbischof Eder nannte ihn, anlässlich der Feierlichkeiten nach Abschluss der Renovierung im Jahr 2001, einen „Bergkristall unter den Wallfahrtsorten“.

## Gnadenbild und Wallfahrtslegende

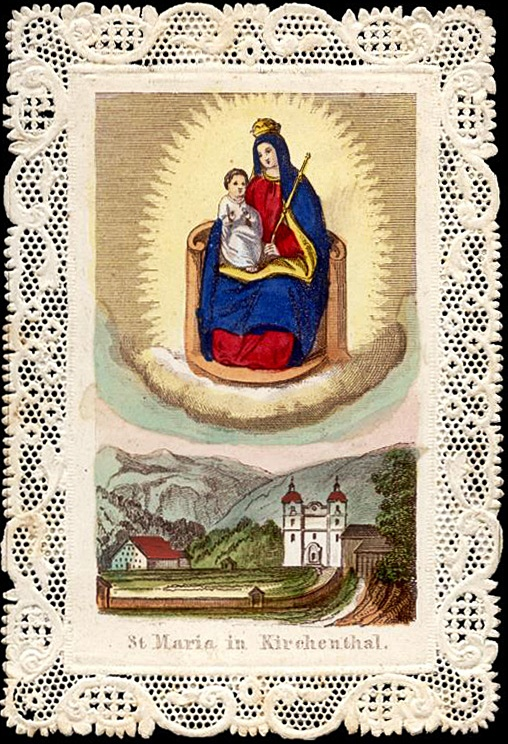
Andachtsbild um 1860

Gnadenbild ist eine gekrönte sitzende Holzstatue der hl. Maria, die mit der Linken ein Zepter hält, mit der Rechten den sitzenden Jesusknaben mit einem Vögelchen: Ein Stieglitz hat sich auf der Linken des Jesuskindes niedergelassen, mit dem Zeigefinger der rechten Hand deutet es auf denselben, als wolle es auf ein Vorwissen über seine Passion hinweisen. Der Stieglitz bzw. Distelfink gilt hier vor allem als Symbol des Opfertodes Jesu – und der dadurch geretteten Seele, seine roten Kopffedern als Verweis auf das vergossene Blut Christi.
Das Gnadenbild wurde vermutlich nach 1400 von einem unbekannten Künstler der Spätgotik für die Pfarrkirche von St. Martin geschaffen. Bei der Barockisierung dieser wurde die Statue aus der Kirche entfernt, worauf ein Bauer namens Rupert Schmuck die Statue im Jahr 1689 in das abgelegene Hochtal brachte. Er gab ihm einen Platz in einer Waldkapelle, zu der sehr bald und spontan eine Wallfahrt einsetzte. Auf den Köpfen tragen Maria und Jesus jeweils eine vergoldete Krone: diese hat angeblich der Salzburger Erzbischof am 13. Oktober 1691 eigenhändig auf deren Häupter gesetzt.
Beeindruckt von den vielen Gebetserhörungen, die zu dieser Zeit bereits von einer großen Zahl von Votivtafeln bezeugt wurden, entschloss sich der damalige Fürsterzbischof Johann Graf von Thun eine Wallfahrtskirche zu bauen.
Die Planung der Kirche übertrug er dem kaiserlichen Hofarchitekten Fischer von Erlach. Unter der Leitung des Baumeisters Stefan Millinger, geboren in St. Martin, haben einheimische Handwerker und Hilfskräfte in nur sieben Jahren, von 1694 bis 1701, den „Pinzgauer Dom“ fertiggestellt.

## Orgel
1699 wurde nachweislich das erste Mal auf einem für 30 fl. angekauften Regal in der Kirche gespielt. Am Instrument saß entweder der Loferer Organist Mathias Rinnessl, oder schon der zwischen 1700 und 1730 eingesetzte Orgelspieler Vonetwillen. 1716 schrieb Franz Wilibald Polz, 1714–1729 Regens der Wallfahrtskirche, an das Konsistorium, dass er schon öfter von Wallfahrern habe hören müssen, wie es käme, daß man beÿ einer so vornemben Wallfahrth kheine orgl habe, zumal wohl ärmere Gotteshäuser als Kirchental mit Orgeln versehen wären. Außerdem hätte der Mesner Paul Gartner, der 1712 die Bruderschaft der Marianischen Karmeliter-Skapuliers gegründet hatte, 100 fl. für die Anschaffung einer solchen gespendet.

### 1717

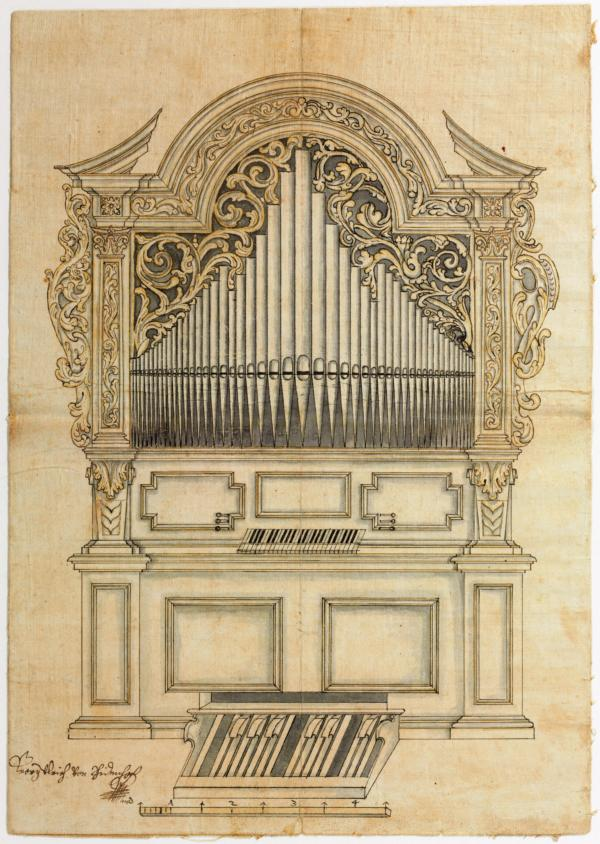
Aufriss 1687/88 bzw. 1716/17

In Folge lieferte der Orgelbauer Johann Christoph Egedacher zuerst einen Kostenvoranschlag mit einer Aufrisszeichnung, die schon seinem Vater Christoph Egedacher 1688 beim Bau der Orgel für die Erhardkirche also Vorlage gedient hatte. 1717 wurde das Instrument vom sog. „Boten“ Peter Faistauer aus St. Martin mit mehreren Pferdegespannen zur Kirche gebracht und von Egedacher aufgestellt. Sie hatte folgende Stimmen: Manual: Copel 8', Gamba 8', Prinzipal 4', Superoktav 2', Quint 3', Mixtur 1½' (zweifach). Pedal: Oktavbass 8'. Das Manual hatte einen Umfang von C–c3 mit kurzer Oktav (45 Tasten und Töne), das Pedal reichte von C–gis0 (16 Tasten, 12 Töne, auf Taste g klingt gis).
1742 entstand der Plan, die Orgel aus der Mitte der Empore, wo sie vor dem großen Ostfenster stand, auf die südliche Seite zu rücken und, der Symmetrie wegen, ein Pendant in Form einer blinden Orgel zu errichten. Für dieses Vorhaben hervorgetan hat sich insbesondere der Geistliche Johann Michael Freundt aus Schwertberg, möglicherweise ein Verwandter aus der Orgelbaudynastie Freundt. Die Gehäuse-Attrappe wurde, passend zur Orgel, von dem Maler Andre Eisl in Lapislazuli (=blau) gefasst und die Bildhauerarbeiten von ihm vergoldet. In dieser Form muss der Geistliche Rochus Franz Ignaz Egedacher, ein Schüler Leopold Mozarts und Enkel Johann Christoph Egedachers, das Instrument um 1781 kennengelernt haben, als er sich in der Priester-Korrekturanstalt Kirchental wegen eines Deliktes aufhalten musste. 1806 reparierte er die Orgel, die sein Großvater 1717 erbaut hatte, innerhalb von vier bis fünf Wochen. Er erntete dafür von Regens (1805–1825) Philipp Jakob Metzger Lob, weil er [sich] viele Mühe in Ausbesserung, und gänzlicher Stimmung derselben [gemacht] habe – und weil die Orgel nach Aussage des hiesigen Organisten Leumüller in einen ziemlich guten Stand, und reine Stimmung hergestellt worden war. Das Konsistorium genehmigte für seine Arbeit 4 Conventionsthaler.

### 1858

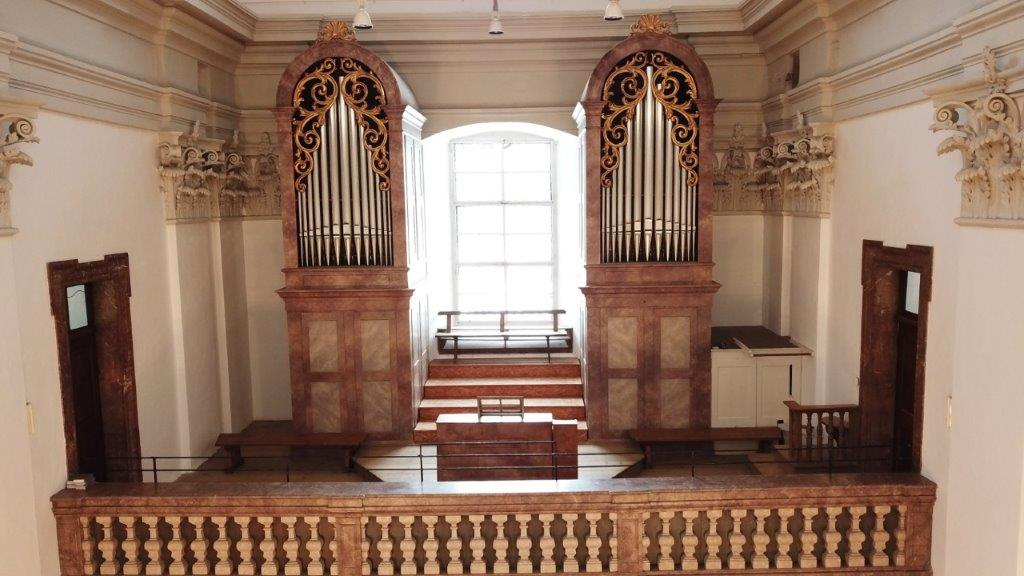
Mauracher-Orgel von 1858

1856 schrieb Regens (1854–1859) Josef G. Brugger an das Konsistorium, dass der Lehrer und Organist Fercher eine Reparatur oder Erweiterung der Orgel wünsche, weil der dann […] unter leichterer Orgelbegleitung liebliche Marienlieder vortragen könnte u. eifrig vortragen würde […]. Pater Peter Singer empfahl, diese Arbeit dem Orgelbauer Matthäus Mauracher I. (1818–1884) zu überlassen. Mauracher wollte die Orgel anfänglich nur erweitern und nach hinten versetzen, ließ sie aber dann entfernen und errichtete 1858 ein neues Instrument in zwei neuen Orgelkästen. Er übernahm lediglich ein paar alte Register und die Balganlage der Egedacher-Orgel, ein Umstand, der dazu führte, dass der Kalkant Mühe hatte, genug Orgel-Wind zu liefern. Erst 1892 behob Albert Mauracher (1858–1917) dieses Manko, indem er einen Parallelbalg einbaute, zudem veränderte er die Disposition und das Wellenbrett. Nachdem die Orgel Anfang des 21. Jahrhunderts unspielbar geworden war, entschloss sich die Kirchenleitung, das Instrument durch den Orgelbauer Johann Pieringer restaurieren zu lassen. Er stellte die Disposition von 1858 wieder her, beließ aber die technischen Änderungen aus dem Jahre 1892.
Der Stimmton beträgt 445 Hz, als Stimmsystem wählte Pieringer eine modifizierte nach Neidhardt II.

### Disposition
| Manual C–f3   |            |
| Principal     | 16′ (ab H) |
| Principal     | 8′         |
| Gamba         | 8′         |
| Filomela      | 8′         |
| Gedeckt       | 8′         |
| Octav         | 4′         |
| Flöte         | 4′         |
| Superoctav    | 2′         |
| Mixtur 3-fach | 2 ⁄3′      |

| Pedal C–f0     |        |
| Subbaß (offen) | 16′    |
| Octavbaß       | 8′     |
| Quintbaß       | 5 1⁄3′ |

- Koppeln: Pedal immer gekoppelt

## Glocken
Zwischen 1701 und 1848 wurden nach und nach vier Glocken gegossen und im linken Turm aufgehängt. Im Ersten Weltkrieg wurden Halbedelmetalle knapp und wurden requiriert, die Bronzeglocken abtransportiert und eingeschmolzen. 1926 wurden neue Glocken gegossen und aufgezogen. Dann kam ein neuer Krieg und 1942 wurden auch diese Glocken abgeseilt, um ein ähnliches Schicksal zu erleiden. Doch der Schnee war für den Transport angeblich zu hoch. So kamen sie zwar „befehlsgemäß“ nach Zell am See, versäumten jedoch den Abtransport per Bahn. Nach 1945 wurden sie unterm Heu in einem Stadl gefunden und stillschweigend im Turm der Zeller Pfarrkirche aufgehängt. Vergeblich: Man konnte sie nicht läuten, weil der listige Pater Regens die Klöppel zurückbehalten hatte. So mussten die Zeller „Glockenverstecker“ reumütig zum Regens nach Kirchental um die Klöppel bitten gehen. Der verlieh sie aber nur bis zur Fertigstellung der neuen Straße. 1949 kamen die Glocken im Feuerwehrfahrzeug nach Hause. Unterwegs erhielten sie noch die Feuertaufe: Im Grubhof brannte es. Da blieben sie zum Löschen gleich am Wagen. Erst danach durften sie wirklich heimkehren.
Die dritte Glocke stammt von 1815 und wurde von Franz Xaver Gugg dem Älteren gegossen, sie stammt ursprünglich aus Gerling bei Saalfelden. Die drei anderen Glocken wurden 1926 von Oberascher in Salzburg gegossen. Sie erklingen in den Tönen e’ a’ cis’’ d’’.

## Haus der Besinnung
Das Haus der Besinnung direkt neben der Wallfahrtskirche wird von den Herz-Jesu-Missionaren und den Missionarinnen Christi gemeinsam betrieben. Die Angebote sind vielfältig und umfassen vor allem Besinnungstage, Exerzitien, Bibelwochen und Meditationen, aber auch sportliche Aktivitäten wie Skilanglauf oder Bergwandern. Im 18. und 19. Jahrhundert war das Haus eine Priesterkorrektionsanstalt der Erzdiözese Salzburg.
Zwischen 1918 und 1938 war der Schriftsteller und ehemalige Domprediger Johann Schmiderer (1868–1944) Regens in Kirchental.

## In den Medien
Die Kirche war 2018 der Salzburger Kandidat in der ORF-Sendung 9 Plätze – 9 Schätze. Im gleichen Jahr war die Kirche auch einer der Drehorte für den Film Flucht durchs Höllental.